# 인천화교소·중산중고등학교
인천화교소·중산중고등학교(韓國仁川華僑中山中、小學)는 인천광역시 중구 위치한 인천 차이나타운에 있는 대한민국 내에 거주중인 화교를 위한 외국인학교이다. 현재 초등학교부터 고등학교까지의 과정을 운영하고 있다. 한국인도 입학할 수는 있다.

## 연혁
- 1902년 : 인천화교소학 개교[1]
- 1957년 : 중학교 과정 신설
- 1964년 : 고등학교 과정 신설[2]